# ウルトラファイト
『ウルトラファイト』は、TBS系列にて1970年9月28日から1971年9月24日までの間、毎週月曜から金曜17:30 - 17:35に放送された、円谷プロダクション制作のミニ番組。

## 概要
1968年、『マイティジャック』が視聴率不振で打ち切られ、『怪奇大作戦』も「ウルトラに比べて視聴率が低い」という局側の判断で終了。その後、『恐怖劇場アンバランス』も過激な描写が仇となって放送が見送られ、さらに1970年1月25日、社の創業者でもあった円谷英二が逝去するという危機的な状態にあった円谷プロダクションで、英二の長男・円谷一による「現金支出ゼロの番組を作ろう」との発案から企画された。
当初は、円谷プロダクションとTBSとの間で『ウルトラマン』と『ウルトラセブン』のフィルムから戦闘シーンを抜き出して再編集して帯番組に仕立て、総数130本を制作する契約が交わされたが、見込みに反して5分間番組として放送するには尺の足りないものが予想以上に多く、既存のフィルムでは130本に満たないことが判明。急遽、両番組の撮影に使用した着ぐるみに加えアトラクション用の着ぐるみも用いて、原野などで新規に格闘の映像を撮影し、最終的に総数196本が制作されるに至った。初回放送時から再放送作品が随時挟み込まれており、結果として全253回の放映となった。
放送開始当初こそマスコミから「円谷プロは出涸らしのお茶で商売をしている」と散々に非難されたが、第一次怪獣ブームが終了して怪獣を扱った番組を見ることがなかった、いわば隙間世代の児童にとっては毎週月曜から金曜にかけてブラウン管を通じて怪獣と出会える機会となり、瞬く間に人気番組となる。その結果、新たな特撮番組を求める声が高まり、第二次怪獣ブームを生み出す原動力となっていった。
「過去の作品から映像を抜き出し、新しく編集・ナレーションを加えて再構成する」という手法は、後に映画『ウルトラマンZOFFY ウルトラの戦士VS大怪獣軍団』や、テレビ東京系列で放送された『ウルトラ怪獣大百科』『ウルトラマン列伝』などの番組でも踏襲されることになる。また、「ヒーロと怪獣の着ぐるみを野外で格闘させる番組」というコンセプトも『レッドマン』に受け継がれた。

### 番組の内容
『ウルトラマン』『ウルトラセブン』のフィルムから戦闘シーンを抜き出し、プロレス風の実況ナレーションを加えたものと、ヒーローおよび怪獣の着ぐるみを用い、怪物的巨大感や特殊攻撃（光線技・火炎放射など）の演出はほとんど行わず、野外での格闘を展開するものに分かれる。『円谷プロ特撮ドラマ DVDコレクション』（2016年2月16日創刊、デアゴスティーニ）では前者を「抜き焼き編」、後者を「新撮影編」と呼び分けており、本項もそれに従うものとする。

#### 抜き焼き編
映像自体は本編のものだが、怪獣が登場する経緯を大幅に省略することが多く、話によっては編集とナレーションで本編と全く異なる展開に再構成される場合もある。ウルトラ戦士が直接怪獣にとどめを刺さない回に顕著。

#### 新撮影編
毎回即興に近い形で作られており、当初は怪獣とセブン、もしくは怪獣同士がばったり出くわしてそのままなし崩し的に格闘へ突入するシンプルな筋立てがほとんどであった。回が進むにつれ、「ゲバゲバ」「ハレンチ」「マキシ」「スキャット」などといった当時の流行語をサブタイトルに散りばめた、不条理かつ怪しげな筋書きの寸劇が頻発するようになってゆく。
野外ロケは予算の苦しい当初は手近な生田・多摩の造成地や三浦半島の剱崎、よみうりランドなどで行われていた。番組の人気が出始めてからは、北軽井沢や伊豆半島の下田にまで遠征している。
5人ほどのスタッフとスーツアクター3人でマイクロバスに乗り込みロケに出かけていた。その時々に怪獣倉庫にあった着ぐるみをロケ地に持っていき、簡単な脚本に基づいて1日で5本分ほど撮影していたという。
着ぐるみを新たに作る余裕もなく、撮影やアトラクションで使用した着ぐるみを流用したため、アトラクション用の着ぐるみは本編での造型が忠実に再現されていないものも珍しくなく、撮影に使用されたいわば「本物」の着ぐるみであっても経年劣化などで変形しているものもあった。後年、DVD-BOX発売の際には意図的にこの劣化具合を再現したソフビ人形が作られ、特典として付けられた。

### オープニング
抜き焼き編は白地にタイトルが書かれたシンプルな画面だったが、「キーラの眼が問題だ！」から、炎をバックにタイトルがクローズアップされるという演出になる。新撮影編でも、このオープニングを継続して使用。
オープニング音楽は「進め！ウルトラマン」のカラオケを使用。新撮影編では途中からドラムのBGM（3バージョンある）もランダムに使用されるようになる。

### ナレーション
ナレーターは当時TBSのアナウンサーだった山田二郎が務めた。山田は「（当時山田が担当していた）プロレス実況のイメージと要望されたが、原稿はなく、怪獣の資料と映像を一度見ただけで本番に入っていた」と証言しており、怪獣の名前と技名を確認してプロレスの実況中継風の解説を即興のノリで付けたという。

## 登場キャラクター
ここでは新撮影編に登場するキャラクターを紹介する。詳細は各リンク先を参照。
- ウルトラセブン
- アギラ
- ウー
- イカルス
- エレキング
- バルタン
- テレスドン

- ガッツ
- ゴーロン
- ケロニヤ
- ゴドラ
- シーボーズ
- キーラー
- ゴモラ

## スタッフ
※DVD-BOX「ウルトラファイト スーパーアルティメットBOX」付属ブックレット内の表記に準拠。
- 企画：円谷一
- 制作担当：満田かずほ[注釈 8]、熊谷健
- 監督：鈴木俊継、谷清次、安藤達己、大平隆、熊谷健
- 撮影：永井仙吉、ほか
- 音楽：宮内國郎[注釈 9]、冬木透[注釈 10]
- 怪獣操演：八芸グループ
- ナレーター：山田二郎（当時TBSアナウンサー、183[注釈 11]・196話を除く）

## スーツアクター（新規撮影分）
- ウルトラセブン：姫野昭児[12]
- 怪獣・宇宙人：泉梅之助、石光一美[注釈 12]、久須美護[12]

## エピソード一覧
| 話数 | 放送日         | 制作 No | サブタイトル                    | 登場キャラクター                                               | 使用エピソード                                          |
| ---- | -------------- | ------- | ------------------------------- | -------------------------------------------------------------- | ------------------------------------------------------- |
| 136  | 1971年4月12日  | 1       | さすが！バルタン忍法            | バルタン星人、ウルトラマン                                     | 『ウルトラマン』 第2話「侵略者を撃て」                  |
| 137  | 1971年4月13日  | 2       | グリーンモンスを焼け！          | グリーンモンス、ウルトラマン                                   | 『ウルトラマン』 第5話「ミロガンダの秘密」              |
| 150  | 1971年4月30日  | 3       | 手がつけられないネロンガ        | ネロンガ、ウルトラマン                                         | 『ウルトラマン』 第3話「科特隊出撃せよ」                |
| 181  | 1971年6月14日  | 4       | 海の顔役ラゴン                  | ラゴン、ウルトラマン                                           | 『ウルトラマン』 第4話「大爆発五秒前」                  |
| 138  | 1971年4月14日  | 5       | ゲスラ墓へ行け！                | ゲスラ、ウルトラマン                                           | 『ウルトラマン』 第6話「沿岸警備命令」                  |
| 184  | 1971年6月17日  | 6       | ひきょうだぞアントラー          | アントラー、ウルトラマン                                       | 『ウルトラマン』 第7話「バラージの青い石」              |
| 187  | 1971年6月22日  | 7       | ガボラ死の平手打ち              | ガボラ、ウルトラマン                                           | 『ウルトラマン』 第9話「電光石火作戦」                  |
| 148  | 1971年4月28日  | 8       | レッドキング血祭                | レッドキング、チャンドラー、ウルトラマン                       | 『ウルトラマン』 第8話「怪獣無法地帯」                  |
| 154  | 1971年5月6日   | 9       | 凶悪ベムラー                    | ベムラー、ウルトラマン                                         | 『ウルトラマン』 第1話「ウルトラ作戦第一号」            |
| 169  | 1971年5月27日  | 10      | ジラース血の涙                  | ジラース、ウルトラマン                                         | 『ウルトラマン』 第10話「謎の恐竜基地」                 |
| 190  | 1971年6月25日  | 11      | 死ね！ドドンゴ                  | ドドンゴ、ウルトラマン                                         | 『ウルトラマン』 第12話「ミイラの叫び」                 |
| 193  | 1971年6月30日  | 12      | ギャンゴやぶれかぶれ            | ギャンゴ、ウルトラマン                                         | 『ウルトラマン』 第11話「宇宙から来た暴れん坊」         |
| 163  | 1971年5月19日  | 13      | ペスター油攻め                  | ペスター、ウルトラマン                                         | 『ウルトラマン』 第13話「オイルSOS」                    |
| 140  | 1971年4月16日  | 14      | 雨か嵐かガバドンか              | ガバドン、ウルトラマン                                         | 『ウルトラマン』 第15話「恐怖の宇宙線」                 |
| 192  | 1971年6月29日  | 15      | 大極道ガマクジラ                | ガマクジラ、ウルトラマン                                       | 『ウルトラマン』 第14話「真珠貝防衛指令」               |
| 145  | 1971年4月23日  | 16      | ブルトンが不気味だ              | ブルトン、ウルトラマン                                         | 『ウルトラマン』 第17話「無限へのパスポート」           |
| 151  | 1971年5月3日   | 17      | バルタン真二つ                  | バルタン星人、ウルトラマン                                     | 『ウルトラマン』 第16話「科特隊宇宙へ」                 |
| 133  | 1971年4月7日   | 18      | 見た！アボラスの恐い顔          | アボラス、ウルトラマン                                         | 『ウルトラマン』 第19話「悪魔はふたたび」               |
| 141  | 1971年4月19日  | 19      | メガトン爆弾ザラブ星人          | にせウルトラマン（ザラブ星人）、ウルトラマン                   | 『ウルトラマン』 第18話「遊星から来た兄弟」             |
| 139  | 1971年4月15日  | 20      | ヒドラ竜巻の技                  | ヒドラ、ウルトラマン                                           | 『ウルトラマン』 第20話「恐怖のルート87」               |
| 166  | 1971年5月24日  | 21      | ケムラー毒ガス戦法              | ケムラー、ウルトラマン                                         | 『ウルトラマン』 第21話「噴煙突破せよ」                 |
| 191  | 1971年6月28日  | 22      | ジャミラ虫の息                  | ジャミラ、ウルトラマン                                         | 『ウルトラマン』 第23話「故郷は地球」                   |
| 132  | 1971年4月6日   | 23      | テレスドン地球をゆさぶる        | テレスドン、ウルトラマン                                       | 『ウルトラマン』 第22話「地上破壊工作」                 |
| 135  | 1971年4月9日   | 24      | 海はグビラの物だ                | グビラ、ウルトラマン                                           | 『ウルトラマン』 第24話「海底科学基地」                 |
| 64   | 1970年12月24日 | 25      | 怪獣三悪決着大会                | レッドキング、ギガス、ドラコ                                   | 『ウルトラマン』 第25話「怪彗星ツイフォン」             |
| 131  | 1971年4月5日   | 26      | レッドキング零下10度            | レッドキング、ギガス、ドラコ、ウルトラマン                     | 『ウルトラマン』 第25話「怪彗星ツイフォン」             |
| 160  | 1971年5月14日  | 27      | 古代の帝王ゴモラ                | ゴモラ、ウルトラマン                                           | 『ウルトラマン』 第26話「怪獣殿下（前編）」             |
| 60   | 1971年12月18日 | 28      | ゴモラ大暴れ！                  | ゴモラ                                                         | 『ウルトラマン』 第27話「怪獣殿下（後編）」             |
| 178  | 1971年6月9日   | 29      | ゴモラが怒る地球が割れる        | ゴモラ、ウルトラマン                                           | 『ウルトラマン』 第27話「怪獣殿下（後編）」             |
| 143  | 1971年4月21日  | 30      | ダダ消えたり出たり              | ダダ、ウルトラマン                                             | 『ウルトラマン』 第28話「人間標本5・6」                 |
| 144  | 1971年4月22日  | 31      | 純金ギャング ゴルドン           | ゴルドン、ウルトラマン                                         | 『ウルトラマン』 第29話「地底への挑戦」                 |
| 189  | 1971年6月24日  | 32      | 冷たい風来坊ケロニヤ            | ケロニヤ、ウルトラマン                                         | 『ウルトラマン』 第31話「来たのは誰だ」                 |
| 157  | 1971年5月11日  | 33      | ウー死の大吹雪                  | ウー、ウルトラマン                                             | 『ウルトラマン』 第30話「まぼろしの雪山」               |
| 142  | 1971年4月20日  | 34      | もう駄目だザンボラー            | ザンボラー、ウルトラマン                                       | 『ウルトラマン』 第32話「果てしなき逆襲」               |
| 55   | 1970年12月11日 | 35      | ザンボラー戦車に吠える          | ザンボラー                                                     | 『ウルトラマン』 第32話「果てしなき逆襲」               |
| 146  | 1971年4月26日  | 36      | 気をつけろ！メフィラスの牙      | メフィラス星人、ウルトラマン                                   | 『ウルトラマン』 第33話「禁じられた言葉」               |
| 172  | 1971年6月1日   | 37      | スカイドンにお手あげ            | スカイドン、ウルトラマン                                       | 『ウルトラマン』 第34話「空の贈り物」                   |
| 147  | 1971年4月27日  | 38      | 化けて出たかシーボーズ          | シーボーズ、ウルトラマン                                       | 『ウルトラマン』 第35話「怪獣墓場」                     |
| 134  | 1971年4月8日   | 39      | ザラガス座頭市作戦              | ザラガス、ウルトラマン                                         | 『ウルトラマン』 第36話「射つな！アラシ」               |
| 149  | 1971年4月29日  | 40      | 悪魔の祈りジェロニモン          | ジェロニモン、ウルトラマン                                     | 『ウルトラマン』 第37話「小さな英雄」                   |
| 175  | 1971年6月4日   | 41      | キーラの眼が問題だ！            | キーラ、ウルトラマン                                           | 『ウルトラマン』 第38話「宇宙船救助命令」               |
| 50   | 1970年12月4日  | 42      | エレキング電氣ショック          | エレキング、ミクラス、ウルトラセブン                           | 『ウルトラセブン』 第3話「湖のひみつ」                  |
| 6    | 1970年10月5日  | 43      | 謎はヴィラ星人の影だ            | ヴィラ星人、ウルトラセブン                                     | 『ウルトラセブン』 第5話「消された時間」                |
| 8    | 1970年10月7日  | 44      | 人類の敵イカルス星人            | イカルス星人、ウルトラセブン                                   | 『ウルトラセブン』 第10話「怪しい隣人」                 |
| 9    | 1970年10月8日  | 45      | 遊星の悪魔スペル星人            | スペル星人、ウルトラセブン                                     | 『ウルトラセブン』 第12話「遊星より愛をこめて」         |
| 11   | 1970年10月12日 | 46      | アイロス星人は二度裏切る        | アイロス星人、ウルトラセブン                                   | 『ウルトラセブン』 第13話「V3から来た男」               |
| 40   | 1970年11月20日 | 47      | ベル星人大惨敗                  | ベル星人、ウルトラセブン                                       | 『ウルトラセブン』 第18話「空間X脱出」                  |
| 18   | 1970年10月21日 | 48      | サタンの使者キングジョオ        | キングジョオ、ウルトラセブン                                   | 『ウルトラセブン』 第14話「ウルトラ警備隊西へ（前編）」 |
| 45   | 1970年11月27日 | 49      | 怒れ！狂え！キングジョオ        | キングジョオ、ウルトラセブン                                   | 『ウルトラセブン』 第15話「ウルトラ警備隊西へ（後編）」 |
| 7    | 1970年10月6日  | 50      | キングジョオ神戸で乱暴          | キングジョオ                                                   | 『ウルトラセブン』 第15話「ウルトラ警備隊西へ（後編）」 |
| 10   | 1970年10月9日  | 51      | アイアンロックス夜明けの襲撃    | アイアンロックス、ウルトラセブン                               | 『ウルトラセブン』 第21話「海底基地を追え」             |
| 1    | 1970年9月28日  | 52      | ガブラの首が飛ぶ                | ガブラ、ウルトラセブン                                         | 『ウルトラセブン』 第23話「明日を捜せ」                 |
| 30   | 1970年11月6日  | 53      | 狂ったかウインダム              | ウインダム、ウルトラセブン                                     | 『ウルトラセブン』 第24話「北へ還れ！」                 |
| 35   | 1970年11月13日 | 54      | ガンダー凍結革命                | ガンダー、ミクラス、ウルトラセブン                             | 『ウルトラセブン』 第25話「零下140度の対決」            |
| 24   | 1970年10月29日 | 55      | ギエロンは真夜中に飛ぶ          | ギエロン、ウルトラセブン                                       | 『ウルトラセブン』 第26話「超兵器R1号」                 |
| 23   | 1970年10月28日 | 56      | いざ勝負ボーグ星人              | ボーグ星人、ウルトラセブン                                     | 『ウルトラセブン』 第27話「サイボーグ作戦」             |
| 5    | 1970年10月2日  | 57      | 恐竜戦車大進撃                  | 恐竜戦車、ウルトラセブン                                       | 『ウルトラセブン』 第28話「700キロを突っ走れ！」        |
| 22   | 1970年10月27日 | 58      | プロスパイ プロテ星人           | プロテ星人、ウルトラセブン                                     | 『ウルトラセブン』 第29話「ひとりぼっちの地球人」       |
| 21   | 1970年10月26日 | 59      | 手強いぞ！プラチク星人          | プラチク星人、ウルトラセブン                                   | 『ウルトラセブン』 第30話「栄光は誰れのために」         |
| 20   | 1970年10月23日 | 60      | 血を吸う悪魔ダリー              | ダリー、ウルトラセブン                                         | 『ウルトラセブン』 第31話「悪魔の住む花」               |
| 4    | 1970年10月1日  | 61      | ペガ星人円盤作戦                | ペガ星人、ウルトラセブン                                       | 『ウルトラセブン』 第36話「必殺の0.1秒」                |
| 25   | 1970年10月30日 | 62      | リッガー首はもらったぞ！        | リッガー、ウルトラセブン                                       | 『ウルトラセブン』 第32話「散歩する惑星」               |
| 19   | 1970年10月22日 | 63      | ダンカン泡を吹く                | ダンカン、ウルトラセブン                                       | 『ウルトラセブン』 第34話「蒸発都市」                   |
| 17   | 1970年10月20日 | 64      | ペテロ月世界でパンク            | ペテロ、ウルトラセブン                                         | 『ウルトラセブン』 第35話「月世界の戦慄」               |
| 16   | 1970年10月19日 | 65      | クレージーゴン鉄の爪            | クレージーゴン、ウルトラセブン                                 | 『ウルトラセブン』 第38話「勇気ある戦い」               |
| 12   | 1970年10月13日 | 66      | ガッツ星人死の十字架            | ガッツ星人、ウルトラセブン                                     | 『ウルトラセブン』 第39話「セブン暗殺計画（前編）」     |
| 14   | 1970年10月15日 | 67      | ガッツ星人ゲームセット          | ガッツ星人、ウルトラセブン                                     | 『ウルトラセブン』 第40話「セブン暗殺計画（後編）」     |
| 2    | 1970年9月29日  | 68      | テペト水中大切断                | テペト、ウルトラセブン                                         | 『ウルトラセブン』 第41話「水中からの挑戦」             |
| 3    | 1970年9月30日  | 69      | ゴーロンかみつき戦法            | ゴーロン星人、ウルトラセブン                                   | 『ウルトラセブン』 第44話「恐怖の超猿人」               |
| 13   | 1970年10月14日 | 70      | パンドン火の車                  | パンドン、ウルトラセブン                                       | 『ウルトラセブン』 第48話「史上最大の侵略（前編）」     |
| 15   | 1970年10月16日 | 71      | パンドン チャレンジマッチ       | 改造パンドン、ウルトラセブン                                   | 『ウルトラセブン』 第49話「史上最大の侵略（後編）」     |
| 26   | 1970年11月2日  | 72      | 大峡谷の決闘！                  | ウー、ウルトラセブン                                           | 新規撮影                                                |
| 28   | 1970年11月4日  | 73      | セブンは見た エレキングの最後！ | エレキング、ウルトラセブン                                     | 新規撮影                                                |
| 46   | 1970年11月30日 | 74      | 戦慄イカルスの大逆殺！          | イカルス、ウルトラセブン                                       | 新規撮影                                                |
| 51   | 1970年12月7日  | 75      | バルタン忍法セブン危うし！      | バルタン、ウルトラセブン                                       | 新規撮影                                                |
| 33   | 1970年11月11日 | 76      | テレスドンに墓場はない！        | テレスドン、ウルトラセブン                                     | 新規撮影                                                |
| 42   | 1970年11月24日 | 77      | セブン必殺の荒技！              | ガッツ、ウルトラセブン                                         | 新規撮影                                                |
| 37   | 1970年11月17日 | 78      | 忍者ゴドラ不敵の笑い！          | ゴドラ、ウルトラセブン                                         | 新規撮影                                                |
| 41   | 1970年11月23日 | 79      | 恐怖の大逆転戦法！              | エレキング、ウー                                               | 新規撮影                                                |
| 29   | 1970年11月5日  | 80      | イカルス死神に祈れ！            | イカルス、ウー                                                 | 新規撮影                                                |
| 27   | 1970年11月3日  | 81      | 硫黄沼世紀の対戦！              | ゴドラ、テレスドン                                             | 新規撮影                                                |
| 32   | 1970年11月10日 | 82      | 宿命のライバル！                | ウー、アギラ                                                   | 新規撮影                                                |
| 38   | 1970年11月18日 | 83      | 嵐を呼ぶ血戦場！                | ウー、ガッツ                                                   | 新規撮影                                                |
| 34   | 1970年11月12日 | 84      | それはバルタンの罠だ！          | ウー、バルタン                                                 | 新規撮影                                                |
| 43   | 1970年11月25日 | 85      | 殺られる前に殺れ！              | ウー、テレスドン                                               | 新規撮影                                                |
| 194  | 1971年7月1日   | 86      | 悪鬼ウーの狂乱！                | ウー、ゴドラ                                                   | 新規撮影                                                |
| 48   | 1970年12月2日  | 87      | 必殺！空中殺法                  | イカルス、バルタン                                             | 新規撮影                                                |
| 39   | 1970年11月19日 | 88      | 死を呼ぶ回転レシーブ            | イカルス、テレスドン                                           | 新規撮影                                                |
| 31   | 1970年11月9日  | 89      | 土葬への片道切符                | イカルス、ガッツ                                               | 新規撮影                                                |
| 36   | 1970年11月16日 | 90      | 逆転こそ我が命                  | イカルス、ゴドラ                                               | 新規撮影                                                |
| 44   | 1970年11月26日 | 91      | 闇からの殺し屋                  | イカルス、エレキング                                           | 新規撮影                                                |
| 54   | 1970年12月10日 | 92      | 宿命の待ち伏せ                  | エレキング、バルタン                                           | 新規撮影                                                |
| 56   | 1970年12月14日 | 93      | アギラ窮地に立つ！              | エレキング、アギラ                                             | 新規撮影                                                |
| 57   | 1970年12月15日 | 94      | 必殺！地獄の切り札              | ウー、ガッツ                                                   | 新規撮影                                                |
| 59   | 1970年12月17日 | 95      | ゴドラよお前もか！              | ウー、ゴドラ、ウルトラセブン                                   | 新規撮影                                                |
| 65   | 1970年12月25日 | 96      | それは電光よりも早かった！      | エレキング、イカルス、ウルトラセブン                           | 新規撮影                                                |
| 61   | 1970年12月21日 | 97      | 宇宙より愛をこめて              | エレキング、バルタン、ウルトラセブン                           | 新規撮影                                                |
| 58   | 1970年12月16日 | 98      | 神か悪魔かテレスドン            | テレスドン、エレキング、ウルトラセブン                         | 新規撮影                                                |
| 52   | 1970年12月8日  | 99      | 復讐の時は来た！                | エレキング、ガッツ、ウルトラセブン                             | 新規撮影                                                |
| 47   | 1970年12月1日  | 100     | 華々しき死闘                    | エレキング、ゴドラ、ウルトラセブン                             | 新規撮影                                                |
| 63   | 1970年12月23日 | 101     | 恐怖のギロチンカット！          | エレキング、アギラ、ウルトラセブン                             | 新規撮影                                                |
| 49   | 1970年12月3日  | 102     | セブンよ死ね！                  | イカルス、アギラ、ウルトラセブン                               | 新規撮影                                                |
| 53   | 1970年12月9日  | 103     | 地獄・極楽キック攻め！          | イカルス、バルタン、ウルトラセブン                             | 新規撮影                                                |
| 62   | 1970年12月22日 | 104     | 銀河対地球                      | イカルス、テレスドン、ウルトラセブン                           | 新規撮影                                                |
| 67   | 1971年1月5日   | 105     | 戦いつきず日は暮れて            | イカルス、ガッツ、ウルトラセブン                               | 新規撮影                                                |
| 71   | 1971年1月11日  | 106     | 身を捨てゝこそ…                 | イカルス、ゴドラ、ウルトラセブン                               | 新規撮影                                                |
| 74   | 1971年1月14日  | 107     | 地獄の三角切り                  | アギラ、バルタン、ウルトラセブン                               | 新規撮影                                                |
| 89   | 1971年2月4日   | 108     | 虐殺の行進曲                    | アギラ、テレスドン、ウルトラセブン                             | 新規撮影                                                |
| 75   | 1971年1月15日  | 109     | 忍法宇宙しばり                  | アギラ、ゴドラ、ウルトラセブン                                 | 新規撮影                                                |
| 68   | 1971年1月6日   | 110     | 勝負は死ななきゃ分らない        | バルタン、テレスドン、ウルトラセブン                           | 新規撮影                                                |
| 66   | 1971年1月4日   | 111     | 墓場はどっちだ！                | バルタン、ゴドラ、ウルトラセブン                               | 新規撮影                                                |
| 76   | 1971年1月18日  | 112     | イカルスの凱歌                  | ケロニヤ、イカルス                                             | 新規撮影                                                |
| 69   | 1971年1月7日   | 113     | 墓場からの使者                  | ケロニヤ、シーボーズ                                           | 新規撮影                                                |
| 73   | 1971年1月13日  | 114     | くんずほぐれつ                  | イカルス、シーボーズ                                           | 新規撮影                                                |
| 70   | 1971年1月8日   | 115     | セブン逆転す！                  | ガッツ、ウルトラセブン                                         | 新規撮影                                                |
| 72   | 1971年1月12日  | 116     | 岩上の死闘！                    | ウー、ケロニヤ                                                 | 新規撮影                                                |
| 77   | 1971年1月19日  | 117     | 俺は墓場の用心棒                | ウー、シーボーズ                                               | 新規撮影                                                |
| 78   | 1971年1月20日  | 118     | この勝負は貰った！              | ケロニヤ、ウルトラセブン                                       | 新規撮影                                                |
| 79   | 1971年1月21日  | 119     | 地獄までつきあえ！              | アギラ、イカルス                                               | 新規撮影                                                |
| 84   | 1971年1月28日  | 120     | 怪獣ハンター                    | シーボーズ、ウルトラセブン                                     | 新規撮影                                                |
| 80   | 1971年1月22日  | 121     | 暴れん坊は無宿者                | シーボーズ、ウー、ウルトラセブン                               | 新規撮影                                                |
| 85   | 1971年1月29日  | 122     | 宇宙アウトロー                  | シーボーズ、イカルス、ウルトラセブン                           | 新規撮影                                                |
| 91   | 1971年2月8日   | 123     | みな殺しの子守唄                | シーボーズ、ケロニヤ、ウルトラセブン                           | 新規撮影                                                |
| 88   | 1971年2月3日   | 124     | まぼろし怪獣ウー参上            | シーボーズ、ケロニヤ、ウー                                     | 新規撮影                                                |
| 86   | 1971年2月1日   | 125     | イカルス＋虐殺                  | シーボーズ、イカルス、ウー                                     | 新規撮影                                                |
| 87   | 1971年2月2日   | 126     | 怪獣無常                        | シーボーズ、イカルス、ケロニヤ                                 | 新規撮影                                                |
| 81   | 1971年1月25日  | 127     | 怪獣はつらいよ                  | ウー、イカルス、ケロニヤ                                       | 新規撮影                                                |
| 90   | 1971年2月5日   | 128     | 決着は俺がつける                | エレキング、シーボーズ                                         | 新規撮影                                                |
| 83   | 1971年1月27日  | 129     | 怪獣岬の絶叫！                  | エレキング、ケロニヤ                                           | 新規撮影                                                |
| 82   | 1971年1月26日  | 130     | セブン救出作戦                  | 磁力円盤、基地円盤、ウルトラセブン                             | 『ウルトラセブン』 第33話「侵略する死者たち」           |
| 92   | 1971年2月9日   | 131     | 怪獣ゲバゲバ地帯                | イカルス、ウルトラセブン                                       | 新規撮影                                                |
| 95   | 1971年2月12日  | 132     | 怪獣極道                        | ウー、ウルトラセブン                                           | 新規撮影                                                |
| 101  | 1971年2月22日  | 133     | 星も砕けよ！                    | エレキング、ウルトラセブン                                     | 新規撮影                                                |
| 98   | 1971年2月17日  | 134     | 宇宙陰陽の構え                  | シーボーズ、ウルトラセブン                                     | 新規撮影                                                |
| 102  | 1971年2月23日  | 135     | 眠るか眠らすか                  | イカルス、ウー                                                 | 新規撮影                                                |
| 93   | 1971年2月10日  | 136     | 闇からのメロディー              | イカルス、エレキング                                           | 新規撮影                                                |
| 96   | 1971年2月15日  | 137     | イカルスはパンチがお好き        | イカルス、シーボーズ                                           | 新規撮影                                                |
| 104  | 1971年2月25日  | 138     | 怪獣チャレンジャー              | ウー、エレキング                                               | 新規撮影                                                |
| 94   | 1971年2月11日  | 139     | 消えて貰います                  | ウー、シーボーズ                                               | 新規撮影                                                |
| 100  | 1971年2月19日  | 140     | 栄光なき野郎ども                | エレキング、シーボーズ                                         | 新規撮影                                                |
| 99   | 1970年12月18日 | 141     | 星空に殺意がひらめくとき…       | イカルス、ウー、ウルトラセブン                                 | 新規撮影                                                |
| 103  | 1971年2月24日  | 142     | 燃えよセブン！                  | イカルス、エレキング、ウルトラセブン                           | 新規撮影                                                |
| 105  | 1971年2月26日  | 143     | 決闘ハレンチ星団                | イカルス、シーボーズ、ウルトラセブン                           | 新規撮影                                                |
| 97   | 1971年2月16日  | 144     | セブンよこの挽歌をきけ！        | ウー、エレキング、ウルトラセブン                               | 新規撮影                                                |
| 106  | 1971年3月1日   | 145     | セブン流マキシ斬り              | ウー、シーボーズ、ウルトラセブン                               | 新規撮影                                                |
| 107  | 1971年3月2日   | 146     | 星雲のスキャット                | エレキング、シーボーズ、ウルトラセブン                         | 新規撮影                                                |
| 108  | 1971年3月3日   | 147     | 宇宙卍                          | エレキング、イカルス、ウー、ウルトラセブン                     | 新規撮影                                                |
| 109  | 1971年3月4日   | 148     | 氷点下のバラード                | エレキング、シーボーズ、ウー、ウルトラセブン                   | 新規撮影                                                |
| 110  | 1971年3月5日   | 149     | 必殺の四つ葉がらみ              | エレキング、イカルス、シーボーズ、ウルトラセブン               | 新規撮影                                                |
| 111  | 1971年3月8日   | 150     | 皆殺しの舞踏会                  | ウー、シーボーズ、イカルス、ウルトラセブン                     | 新規撮影                                                |
| 112  | 1971年3月9日   | 151     | 熱い子守唄                      | キーラー、ウルトラセブン                                       | 新規撮影                                                |
| 119  | 1971年3月18日  | 152     | 赤い抱擁                        | ゴーロン、ウルトラセブン                                       | 新規撮影                                                |
| 113  | 1971年3月10日  | 153     | この世の果て                    | ウー、イカルス                                                 | 新規撮影                                                |
| 117  | 1971年3月16日  | 154     | 狂熱のバラード                  | ウー、キーラー                                                 | 新規撮影                                                |
| 124  | 1971年3月25日  | 155     | やらずのウー                    | ウー、ゴーロン                                                 | 新規撮影                                                |
| 115  | 1971年3月12日  | 156     | 俺の名はキーラー                | イカルス、キーラー                                             | 新規撮影                                                |
| 126  | 1971年3月29日  | 157     | 山師ゴーロン                    | イカルス、ゴーロン                                             | 新規撮影                                                |
| 128  | 1971年3月31日  | 158     | 握手は終った                    | キーラー、ゴーロン                                             | 新規撮影                                                |
| 122  | 1971年3月23日  | 159     | 白い殺意                        | イカルス、ウー、ウルトラセブン                                 | 新規撮影                                                |
| 121  | 1971年3月22日  | 160     | 大空の騎士                      | イカルス、キーラー、ウルトラセブン                             | 新規撮影                                                |
| 114  | 1971年3月11日  | 161     | 荒原の墓場                      | ゴーロン、キーラー、ウルトラセブン                             | 新規撮影                                                |
| 118  | 1971年3月17日  | 162     | 必殺！歯車くずし                | ウー、キーラー、イカルス                                       | 新規撮影                                                |
| 116  | 1971年3月15日  | 163     | 荒野の雄叫び                    | ウー、イカルス、ゴーロン                                       | 新規撮影                                                |
| 120  | 1971年3月19日  | 164     | 殺法破れ傘                      | キーラー、イカルス、ゴーロン                                   | 新規撮影                                                |
| 123  | 1971年3月24日  | 165     | 早過ぎた送葬曲                  | イカルス、ゴーロン、ウルトラセブン                             | 新規撮影                                                |
| 125  | 1971年3月26日  | 166     | 炎も凍れ！                      | ウー、ゴーロン、ウルトラセブン                                 | 新規撮影                                                |
| 127  | 1971年3月30日  | 167     | 宇宙乱れ打ち                    | キーラー、ウー、ゴーロン                                       | 新規撮影                                                |
| 130  | 1971年4月2日   | 168     | 銀嶺のデスマッチ                | ウー、キーラー、ゴーロン、ウルトラセブン                       | 新規撮影                                                |
| 129  | 1971年4月1日   | 169     | セブン二天流                    | ウー、キーラー、イカルス、ウルトラセブン                       | 新規撮影                                                |
| 186  | 1971年6月21日  | 170     | 来たり、見たり、勝てり！        | ウー、キーラー、ウルトラセブン                                 | 新規撮影                                                |
| 152  | 1971年5月4日   | 171     | 血と砂のバラード                | エレキング、ウルトラセブン                                     | 新規撮影                                                |
| 155  | 1971年5月7日   | 172     | 罠の罠                          | イカルス、ウルトラセブン                                       | 新規撮影                                                |
| 156  | 1971年5月10日  | 173     | 海は青かった                    | エレキング、ウルトラセブン                                     | 新規撮影                                                |
| 159  | 1971年5月13日  | 174     | くたびれ損の骨もうけ            | キーラー、イカルス、ウルトラセブン                             | 新規撮影                                                |
| 162  | 1971年5月18日  | 175     | 怨念！小島の春                  | キーラー、ウルトラセブン                                       | 新規撮影                                                |
| 168  | 1971年5月26日  | 176     | 波涛！三段拳法                  | イカルス、ウー                                                 | 新規撮影                                                |
| 165  | 1971年5月21日  | 177     | 吸血の岩                        | ウー、エレキング                                               | 新規撮影                                                |
| 174  | 1971年6月3日   | 178     | 必殺！居合の浜                  | ウー、キーラー                                                 | 新規撮影                                                |
| 171  | 1971年5月31日  | 179     | 潮騒は俺の子守唄                | ウー、キーラー                                                 | 新規撮影                                                |
| 177  | 1971年6月8日   | 180     | 怪獣島異聞                      | イカルス、エレキング                                           | 新規撮影                                                |
| 180  | 1971年6月11日  | 181     | 砂漠に赤い花が咲く              | イカルス、ウー                                                 | 新規撮影                                                |
| 185  | 1971年6月18日  | 182     | 悪党仁義                        | イカルス、キーラー                                             | 新規撮影                                                |
| 195  | 1971年7月2日   | 183     | 怪獣残酷物語                    | エレキング、キーラー                                           | 新規撮影                                                |
| 188  | 1971年6月23日  | 184     | 怪獣手習鑑                      | エレキング、キーラー                                           | 新規撮影                                                |
| 183  | 1971年6月16日  | 185     | 座頭は俺だ！                    | ウー、キーラー、ウルトラセブン                                 | 新規撮影                                                |
| 179  | 1971年6月10日  | 186     | 怪獣わんぱく戦争                | イカルス、エレキング、ウルトラセブン                           | 新規撮影                                                |
| 176  | 1971年6月7日   | 187     | みな殺しの数え唄                | イカルス、ウー、ウルトラセブン                                 | 新規撮影                                                |
| 182  | 1971年6月15日  | 188     | 怪獣餓鬼道                      | キーラー、ウー                                                 | 新規撮影                                                |
| 173  | 1971年6月2日   | 189     | 勝負師の道はきびしい            | イカルス、エレキング、ウルトラセブン                           | 新規撮影                                                |
| 170  | 1971年5月28日  | 190     | じゃまする奴                    | イカルス、ウー、ウルトラセブン                                 | 新規撮影                                                |
| 167  | 1971年5月25日  | 191     | 逆転のブルース                  | キーラー、ウー、ウルトラセブン                                 | 新規撮影                                                |
| 164  | 1971年5月20日  | 192     | 怒涛！殺しの浜                  | エレキング、ウー、ウルトラセブン                               | 新規撮影                                                |
| 161  | 1971年5月17日  | 193     | この平和な島の何処かで          | エレキング、キーラー、ウルトラセブン                           | 新規撮影                                                |
| 153  | 1971年5月5日   | 194     | やくざ番付                      | エレキング、キーラー、イカルス                                 | 新規撮影                                                |
| 158  | 1971年5月12日  | 195     | 激闘！三里の浜                  | エレキング、キーラー、イカルス、バルタン、ウー、ウルトラセブン | 新規撮影                                                |
| 196  | [ 注釈 17 ]    | 196     | 怪獣死体置場                    | ウー、ゴモラ                                                   | 新規撮影                                                |

## 放送局
- TBS（制作局）：月曜 - 金曜 17:30 - 17:35
- 青森テレビ：月曜 - 金曜 17:45 - 17:50[13]
- 山形テレビ：月曜 - 金曜 7:55 - 8:00[14]
- 東北放送：月曜 - 金曜 17:55 - 18:00[15]
- 福島テレビ：月曜 - 金曜 18:55 - 19:00[16]
- 富山テレビ（1972年に放送）：月曜 - 金曜 17:45 - 17:50[17]
- CBCテレビ - 1972年春頃、名古屋駅地下街の協賛で、そのキャラクター「チカちゃん」の冠番組『チカちゃんのウルトラファイト!!』として放送された。

## 映像ソフト化

### LD-BOX
1995年11月25日発売。映像特典として『帰ってきたウルトラマン』第2話の初号フィルム、『ウルトラマン・ウルトラセブン モーレツ大怪獣戦』、No.183の別テイク版を収録。

### DVD-BOX
2006年6月28日発売。同日にウルトラセブン＋怪獣全14体のソフビ人形を同梱した「スーパーアルティメットBOX」も発売された。映像特典はNo.57・No.183の別テイク版と、新撮影編の映像を再構成して山田二郎による新録ナレーションを吹き込んだ新作2本。

### 円谷プロ特撮ドラマ DVDコレクション
『円谷プロ特撮ドラマ DVDコレクション』（2016年2月16日創刊、デアゴスティーニ）では、創刊号 - 第3号の『ウルトラQ』のDVDに映像特典として傑作選を収録。全話収録（No.45を除く）のDVDは読者全員プレゼントとして、応募券を集めて送付すると配送された。

### その他
- 『ウルトラセブン』LD（バンダイビジュアル）：1985～1988年発売。第6・7・8・9・10巻に映像特典として新撮影編の一部エピソードを収録[注釈 19]。これが『ファイト』初の映像ソフト化となる。
- LD-BOX『ウルトラセブン メモリアルボックスPART2』（バンダイビジュアル）：1993年12月17日発売。上記単巻版LDの第7～12巻までをセット化した商品。映像特典として新撮影編の一部エピソードを収録[注釈 20]。
- 『ウルトラセブン』VHS（バンダイビジュアル）：1993～1994年発売。上記LD-BOXの内容に準拠してVHS化。第5・6・7・8・9・10・11巻に映像特典として新撮影編の一部エピソードを収録[注釈 21]。
- VHS『HERO CLUB ウルトラセブン①湖の秘密 宇宙怪獣エレキング登場』（東映ビデオ）：1988年12月25日発売。『セブン』第3話をVHS化した商品。巻末に映像特典としてNo.73を収録。
- VHS『SVS ウルトラセブン①湖の秘密 宇宙怪獣エレキング登場』（バンダイビジュアル）：1995年10月17日発売。HERO CLUB版VHSの再販。
- 『ウルトラマンタロウ』LD（ハミングバード）：1991年4月25日発売の第14巻（最終巻）に映像特典としてNo.98・No.107・No.109・No.110・No.129・No.137・No.157・No.180を収録。『レッドマン』のラッシュフィルム数話分と『ミラーファイト』新撮影編の傑作選も同時収録。

## ウルトラファイト番外地
角川書店の雑誌「特撮エース」No.004 - 016に連載された、唐沢なをきによる漫画作品。
『ウルトラファイト』そのもののコミカライズではなく、新撮影編の設定に準じた新規ストーリーを描いている。単行本は2006年8月26日に全1巻が角川書店から刊行された（ISBN 978-4-0485-3997-5）。
2019年11月29日に電子書籍化。この際、2006年7月にHMV渋谷で行われたDVD-BOX発売記念イベントの様子と、満田と山田へのインタビューのルポ漫画が「番外地の番外地」として掲載された。
| サブタイトル                    | 登場キャラクター | 初出                 |
| ------------------------------- | --- | -------------------- |
| 必殺！アギラ怒りの一撃！        | アギラ、ウルトラセブン、エレキング、イカルス                                                                                        | 『特撮エース』No.004 |
| 俺がおまえでおまえが俺で        | ウルトラセブン、キーラー、アギラ、エレキング、ゴーロン                                                                              | 『特撮エース』No.005 |
| バルタン脳天唐竹割り            | バルタン、イカルス、キーラー | 『特撮エース』No.006 |
| セブンに何が起こったか？        | ウルトラセブン、ウー、エレキング、イカルス、ゴーロン、アギラ                                                                        | 『特撮エース』No.006 |
| 激闘ダイヤル37564               | シーボーズ、ゴーロン、ウルトラセブン                                                                                                | 『特撮エース』No.007 |
| 回転こそわが命!!                | イカルス、エレキング、ケロニヤ、ウー、ウルトラセブン、アギラ                                                                        | 『特撮エース』No.007 |
| ニートは俺だ！                  | ウルトラセブン、アギラ、イカルス、エレキング、ゴーロン                                                                              | 『特撮エース』No.008 |
| 大怪獣に花束を                  | エレキング、テレスドン、ウー | 『特撮エース』No.008 |
| 黄金の大勝負                    | エレキング、イカルス | 『特撮エース』No.009 |
| 怪獣死体置場2005                | ウルトラセブン、アギラ、ゴモラ | 『特撮エース』No.009 |
| 香具師ゴーロン                  | ゴーロン、イカルス、ガッツ、バルタン                                                                                                | 『特撮エース』No.010 |
| セブン流逆さ念仏斬り            | ウルトラセブン、エレキング、ケロニヤ、シーボーズ、ウー、 バルタン、ゴーロン                                                         | 『特撮エース』No.010 |
| 忍者ゴドラ変り身の術            | ゴドラ（偽エレキング）、バルタン（偽セブン）、ウルトラセブン                                                                        | 『特撮エース』No.011 |
| 怨念!! 小島の秋                 | イカルス、ケロニヤ、キーラー、ウー                                                                                                  | 『特撮エース』No.011 |
| 怪獣総攻撃                      | イカルス、エレキング、ウー、テレスドン、バルタン、ゴーロン、 ケロニヤ、ウルトラセブン                                               | 『特撮エース』No.012 |
| 万聖節の決闘                    | キーラー、シーボーズ、ウルトラセブン                                                                                                | 『特撮エース』No.012 |
| 善人仁義                        | キーラー、ゴーロン、ウルトラセブン、アギラ                                                                                          | 『特撮エース』No.013 |
| 燃えろ！栄光!!                  | イカルス、エレキング、ウルトラセブン、アギラ                                                                                        | 『特撮エース』No.013 |
| 荒野に桜の花が咲く              | イカルス、バルタン、エレキング、ゴドラ、ゴーロン、ガッツ                                                                            | 『特撮エース』No.014 |
| セブン必殺の負け組              | ケロニヤ、ウー、ウルトラセブン | 『特撮エース』No.014 |
| 雨か嵐か怪獣か                  | シーボーズ、エレキング、ケロニヤ、ウルトラセブン                                                                                    | 『特撮エース』No.015 |
| 黄昏に殺意がひらめくとき        | ゴーロン、ケロニヤ、ウルトラセブン                                                                                                  | 『特撮エース』No.015 |
| 風速千メートルのバラード        | ウー、エレキング、ウルトラセブン | 『特撮エース』No.016 |
| 激闘！三里の浜 の、その後       | ウルトラセブン、エレキング、キーラー、イカルス、バルタン、ウー、 ゴーロン、ケロニヤ、シーボーズ、テレスドン、ガッツ、ゴドラ、アギラ | 『特撮エース』No.016 |
| 番外地の番外地 さすが！山田実況 | ウルトラセブン、バルタン、ゴドラ、エレキング                                                                                        | 『特撮エース』No.017 |

## 派生作品

### レッドマン
レッドマン
1972年4月24日から10月3日まで日本テレビ系の子供番組『おはよう！こどもショー』内で放送されたミニドラマ。新撮影編のフォーマットを踏襲している。

### ミラーファイト
ミラーファイト
1974年4月1日から6月28日まで東京12チャンネルで放送されたミニ番組。本作品のフォーマットを踏襲している。
ミラーファイト2012
東映ビデオから発売された『ミラーマン』のセルDVD第10巻に映像特典として収録。新撮影編のフォーマットを踏襲している。

### ウルトラスーパーファイト
ウルトラスーパーファイト
1994年4月21日に発売されたオリジナルビデオ作品。新撮影編のフォーマットを踏襲している。全1巻。

### 帰ってきたウルトラファイト
帰ってきたウルトラファイト
パック・イン・ビデオから発売されたVHS『THEウルトラ伝説』シリーズのうち、1993年11月26日に発売された3本分の巻末に収録された映像特典。幼稚園で行われたショーの記録映像に久川綾によるナレーションを付けたもの。
- 強襲！祖師ヶ谷大蔵
- 侵略者だって必死
- ウルトラマンの超秘密

### ウルトラQファイト
ウルトラQファイト「乱暴 怒りのガラモン」
『総天然色 ウルトラQ』発売記念企画の一環として制作されたWeb動画。ゴメスとガラモンが同じく『総天然色 ウルトラQ』発売記念の一環で製作された限定品のソフビ人形を巡って諍いを始める。

### 生ウルトラファイト
生ウルトラファイト
よみうりランド『ウルトラQ怪獣ワールド』で行われたアトラクション。大会コミッショナーおよびレフェリー役はマグマ星人。
2011年12月23日の『生ウルトラファイト 怪獣頂上決戦』の対戦カードは、1回戦がペギラ対ゴメスでゴメスの勝利。2回戦がゼットン対ベムスターでゼットンの勝利。決勝はゼットンとゴメスの一騎討ちとなり、ゴメスが勝利した。
2012年1月28日の『生ウルトラファイト 怪獣頂上決戦』の対戦カードは「ゴモラ×エレキング」「バルタン星人×イカルス星人」「レッドキング×ゴメス」。
2012年4月21日の『生ウルトラファイト めげるな！ヤメタランス!!!』では、ゴメス、フック星人、マグマ星人、EXゼットン、ヤメタランスが出演。

### ウルトラゾーン
ウルトラゾーンファイト「ウルトラゾーン 世紀の対戦！」
『ウルトラゾーン』第16話（2012年2月5日放送分）の番組内で放送されたミニドラマ。M1号とケムール人とラゴンがリンゴを巡って諍いを始める。

### ウルトラJRAファイト
ウルトラJRAファイト「ウルトラ怪獣、有馬記念に参加する！」
JRAとのコラボレーション企画「ウルトラ有馬記念＠AKIBA」の一環として、2014年12月12日よりJRAキャンペーン特設サイトにて期間限定配信されたWeb動画。ピグモンがゼットン、バルタン星人と共にWINSでウルトラマンの馬券を買う。

### ネスレ ウルトラファイト
ネスレ ウルトラファイト
2016年に発売された「ネスカフェ ゴールドブレンド バリスタ TAMA」とウルトラマンとのコラボモデルのCM動画。新撮影編のフォーマットを踏襲している。
| サブタイトル                                                              | 登場キャラクター                       |
| ------------------------------------------------------------------------- | -------------------------------------- |
| ネスレ ウルトラクリーニング 「赤いランプの謎 コーヒータンククリーニング」 | ピグモン、ウインダム、主婦             |
| ネスレ ウルトラクリーニング 「赤いランプの謎 撹拌部クリーニング」         | ピグモン、ウインダム、主婦             |
| ネスレ ウルトラファイト 「覚醒！魅惑のクレマ」                            | ピグモン、ダダ、ウルトラマン           |
| ネスレ ウルトラファイト 「速攻！とどめのバリスタ」                        | ウインダム、ガッツ星人、ウルトラセブン |

### ウルトラファイトVR
ウルトラファイトVR「親子タッグ！激闘の荒野に花束を」
VRゴーグルで視聴することを想定した、全天周（360°）映像作品として円谷プロが制作した約6分間の短編映像。2017年10月1日より、全国のインターネットカフェや漫画喫茶、ホテル、カラオケ、ゲームセンターなどに常設された「VR THEATER」にて視聴可能（有料）。監督は近年のウルトラシリーズを多く手掛ける田口清隆。ウルトラセブン&ウルトラマンゼロの親子コンビと、ガッツ星人&イカルス星人が荒野にて淡々と乱闘する（ただしVR映像なので、視聴者は闘いを現場で目撃しているかのような臨場感が得られる）。
田口の要望により、原典と同じく山田二郎によるナレーションが収録されている。
- 出演
  - ウルトラマンゼロ - 大久保洸成
  - ウルトラセブン - 石川真之介
  - ガッツ星人 - 横尾和則
  - イカルス星人 - 矢崎大貴
  - ナレーション - 山田二郎

### セブンガーファイト
セブンガーファイト
2021年3月17日より円谷プロの公式定額制デジタル・プラットフォーム・サービス「TSUBURAYA IMAGINATION」にて配信された『ウルトラマンZ』のスピンオフ作品。
セブンガーファイト スフラン島3部作
『セブンガーファイト』の完結編。ウルトラマンレオがゲスト出演する。小学館より発売された『ウルトラマンZ完全超全集 ストレイジBOX』の同梱DVDに収録。

### グリッドナイトファイト
グリッドナイトファイト
『SSSS.DYNAZENON』のBlu-ray・DVDに映像特典として収録されたミニドラマ。新撮影編のフォーマットを踏襲している。

### シン・ウルトラファイト
シン・ウルトラファイト
2022年5月14日よりTSUBURAYA IMAGINATIONにて配信された『シン・ウルトラマン』のスピンオフ作品。
映画本編映像を編集した抜き焼き編とCGによる新撮影編で構成。さらにムビチケで前売券を購入した際の特典として付属する視聴権を使って視聴できる「SP版」と、TSUBURAYA IMAGINATION加入者であれば誰でも視聴できる「TI版」に分かれる。
ナレーターは山寺宏一。
| 制作No | 配信開始日     | 話数  | サブタイトル               | 登場キャラクター                                                                         | 監督       | 区分       |
| ------ | -------------- | ----- | -------------------------- | ---------------------------------------------------------------------------------------- | ---------- | ---------- |
| 1      | 2022年 5月14日 | SP1   | ネロンガ出たり消えたり     | ネロンガ、ウルトラマン                                                                   | 樋口真嗣   | 抜き焼き編 |
| 2      | 2022年 5月14日 | SP2   | ガボラ死の正拳突き         | ガボラ、ウルトラマン                                                                     | 樋口真嗣   | 抜き焼き編 |
| 3      | 5月19日        | TI版1 | 気をつけろ！メフィラスの罠 | メフィラス、ウルトラマン                                                                 | 樋口真嗣   | 抜き焼き編 |
| 4      | 5月30日        | SP3   | 集まれ！大峡谷の決斗者     | ウルトラマン、ガボラ、ネロンガ                                                           | 中川和博   | 新撮影編   |
| 5      | 6月6日         | TI版2 | 閃光の無観客試合           | ウルトラマン、にせウルトラマン（ザラブ）、ネロンガ                                       | 中山権正   | 新撮影編   |
| 6      | 7月4日         | TI版3 | 遊星は燃えてゐるか         | ザラブ、ウルトラマン                                                                     | 上田倫人   | 新撮影編   |
| 7      | 7月4日         | TI版4 | 6次元無頼                  | ウルトラマン、メフィラス、電撃のネロンガ、鋼鉄のガボラ、遊星のザラブ（にせウルトラマン） | 小串遼太郎 | 新撮影編   |
| 0      | 7月4日         | TI版5 | 白砂青松修羅シュシュシュ   | ウルトラマン、メフィラス、ネロンガ、ガボラ、ザラブ                                       | 大庭功睦   | 新撮影編   |
| 8      | 7月4日         | TI版5 | ゼットン火の車             | ゼットン[注釈 24]、ウルトラマン                                                          | 樋口真嗣   | 新撮影編   |
| 9      | 7月4日         | TI版5 | 潮騒の鎮魂歌               | ウルトラマン、ガボラ、メフィラス、ネロンガ、ザラブ（にせウルトラマン）                   | 大庭功睦   | 新撮影編   |

### ウルトラファイトクラブ
ウルトラファイトクラブ
2022年5月11日よりTSUBURAYA IMAGINATIONにて配信されたウルトラファイト紹介番組。MCは黒木ひかり、コメンテーターは樋口真嗣。
| 配信回数 | 配信開始日    | サブタイトル                                                    |
| -------- | ------------- | --------------------------------------------------------------- |
| 1        | 2022年5月11日 | 『ウルトラファイト』って何？発想の転換が生んだ秘策              |
| 2        | 2022年5月23日 | 名場面集ではない!? "抜き焼き"に込められた画期的な挑戦           |
| 3        | 2022年6月6日  | ただ戦うだけじゃない！わずか2分半に込められたドラマ〈新撮影編〉 |
| 4        | 2022年6月20日 | 進化する『ウルトラファイト』！今なお生み出される派生作品の数々  |
| 5        | 2022年7月4日  | 『ウルトラファイト』に込められた想い、そして繋げた未来          |

### 続・ウルトラファイト
続・ウルトラファイト
2022年5月23日よりTSUBURAYA IMAGINATIONにて配信。『帰ってきたウルトラマン』から『ウルトラマン80』までのエピソードを、ファイト初期の抜き焼き編風に編集。監督は樋口真嗣、ナレーターは山寺宏一。
| 話数 | 配信開始日    | サブタイトル                                            | 使用エピソード                       |
| ---- | ------------- | ------------------------------------------------------- | ------------------------------------ |
| 1    | 2022年5月23日 | 凶悪！ナックル戦法                                      | 『帰ってきたウルトラマン』第37・38話 |
| 2    | 2022年5月30日 | 謎はバルタン星人の影だ                                  | 『帰ってきたウルトラマン』第41話     |
| 3    | 2022年6月6日  | 超獣か怪獣か宇宙人かエースか 地球で一番は誰だデスマッチ | 『ウルトラマンA』第7・8話            |
| 4    | 2022年6月13日 | 無残！ウルトラ兄弟タール漬け                            | 『ウルトラマンA』第26話              |
| 5    | 2022年6月20日 | 躍れ！怪獣フェスティバル                                | 『ウルトラマンタロウ』第48話         |
| 6    | 2022年6月27日 | 宇宙拳法 鬼ヌンチャク                                   | 『ウルトラマンレオ』第11話           |
| 7    | 2022年7月4日  | ガビシェール オイル革命                                 | 『ウルトラマン80』第9話              |
| 8    | 2022年7月11日 | 不屈のバルタン 無限チャレンジ                           | 『ウルトラマン80』第37・45話         |

## ファイト名のウルトラ作品
ウルトラゼロファイト
『ウルトラマン列伝』第57話（2012年8月1日放送分）より番組内で1話3分枠で放送されたミニドラマ。
タイトルや主役ヒーロー（セブンの息子であるウルトラマンゼロ）などのオマージュはあるが、内容は全編シリアスな連続ドラマであり、上述の作品群とは性質が大きく異なる。
ウルトラファイトビクトリー
『新ウルトラマン列伝』第91話（2015年3月31日放送分）より番組内で1話3分枠で放送されたミニドラマ。『劇場版 ウルトラマンギンガS 決戦!ウルトラ10勇士!!』のスピンオフ作品。
作品の性質は上述の『ウルトラゼロファイト』を踏襲しているが、ドラマパートと戦闘（特撮）パートの両立など、より通常のウルトラシリーズに近づいている。
ウルトラファイトオーブ 親子の力、おかりします！
『ウルトラマンゼロ THE CHRONICLE』第15話（2017年4月15日放送分）より番組内で1話3分枠で放送されたミニドラマ。『劇場版 ウルトラマンオーブ 絆の力、おかりします!』のスピンオフ作品。
ウルトラギャラクシーファイトシリーズ
配信展開のスピンオフ作品。

## 関連事項
- ウルトラシリーズ
- ウルトラ怪獣一覧
- セーラーファイト! - 熱狂的な『ファイト』ファンでもある映像作家・特撮評論家の喜井竜児が制作したミニドラマ。『ファイト』新撮影編へのオマージュが含まれている。
- 夕やけロンちゃん - ミニコーナーとして『ファイト』の再放送を実施。
- ブルマァク - 本番組のソフビ人形を販売した玩具メーカー。
- 大槻ケンヂミステリ文庫 - 2018年発売のアルバム『アウトサイダー・アート』に、自身の人生をウルトラファイトに例えた「オーケンファイト」という楽曲を収録した[24]。